# Tristan und Isolde
Tristan und Isolde (em português, Tristão e Isolda) é uma ópera em três atos com música e libreto do compositor alemão Richard Wagner, baseada na lenda medieval contada por Gottfried von Strassburg. Foi composta entre 1857 e 1859 e estreada em Munique em 10 de junho de 1865, no Teatro da Baviera, sob regência do maestro Hans von Bülow.
Sua composição foi inspirada em Mathilde Wesendonck e Arthur Schopenhauer. Reconhecida internacionalmente como o ápice do repertório operístico de Richard Wagner, Tristan und Isolde destaca-se pelo uso de cromatismo, tonalidade, cor orquestral e suspensão harmônica. Sua partitura é um marco importante da música erudita moderna por apontar para a dissolução da tonalidade, cuja consequência é o atonalismo do século XX.
A ópera manteve um legado entre os compositores ocidentais e serviu de inspiração a músicos como Gustav Mahler, Richard Strauss, Karol Szymanowski, Alban Berg e Arnold Schoenberg. Avaliada retrospectivamente, a performance foi considerada como "o fim da harmonia convencional e a tonalidade."

## História

### Composição

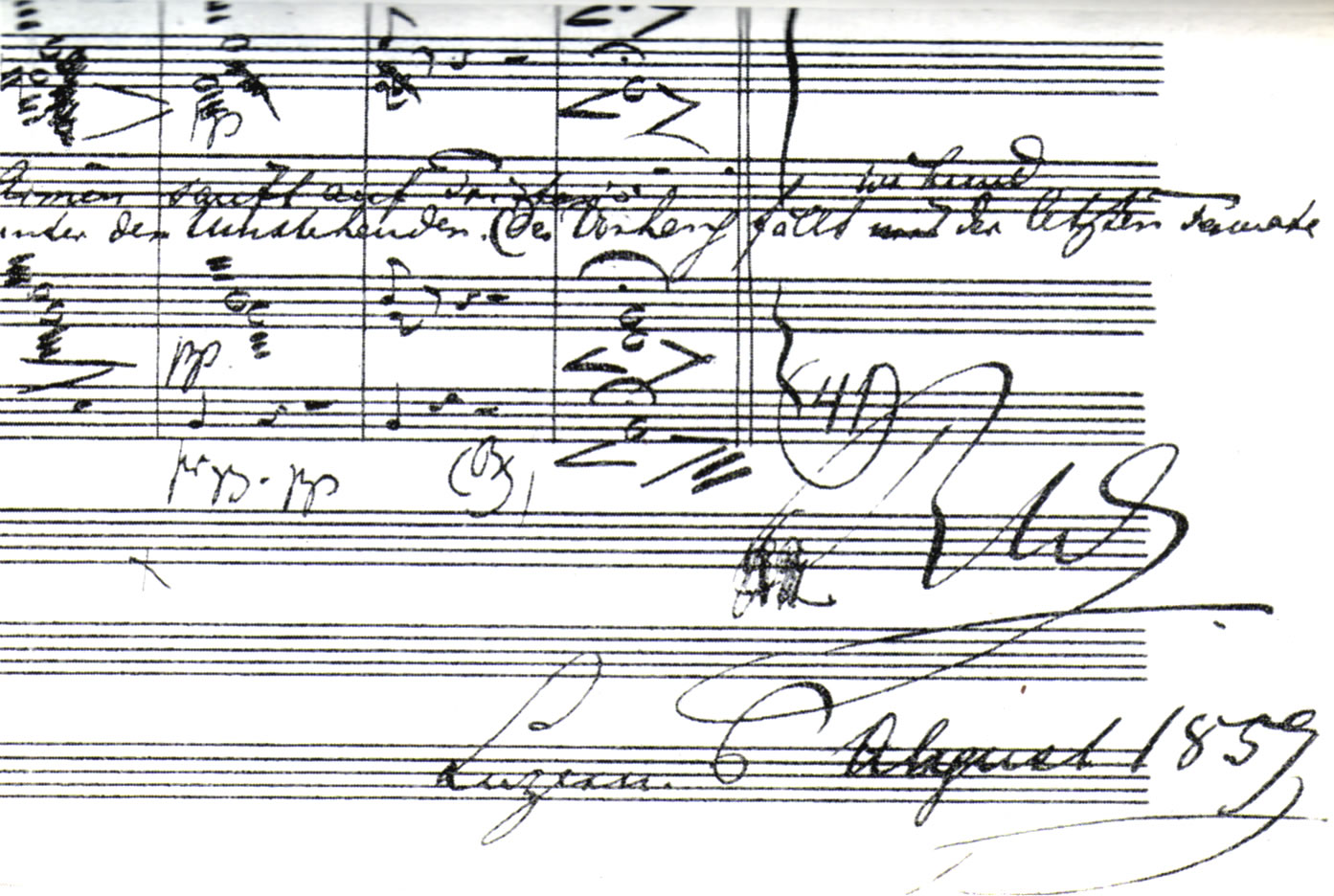
Facsímile do manuscrito de Tristan und Isolde que mostra os últimos compassos da ópera.

Wagner compôs a ópera durante o período que passou na Suíça, quando se viu obrigado a deixar o seu cargo na Ópera de Dresde em 1849, uma vez que tinham ordenado sua detenção por ter participado da Revolução de Maio. O compositor deixou sua esposa, Minna Planer, em Dresde e fugiu para Zurique. Na cidade suíça conheceu, em 1852, o rico comerciante de seda, Otto Wesendonck, o qual o ajudou economicamente. Mathilde Wesendonck namorou o compositor à época. Ainda que Wagner estava trabalhando em seu épico Der Ring des Nibelungen, sentiu-se intrigado pela lenda medieval de Tristão e Isolda. À medida que a composição da obra ia progredindo em 1857 e 1858, sua complexidade aumentava.
A redescoberta da poesia germânica medieval produziu um grande impacto nos movimentos românticos na Alemanha em meados do século XIX. Há várias versões da tragédia Tristão e Isolda, a primeira remonta-se em meados do século XII, a versão de Gottfried von Strassburg teve uma enorme influência na literatura moderna alemã. Wagner escreveu o libreto baseando-se da história de Gottfried, do qual se inspirou na lenda medieval de Tristão, escrita em francês por Tomás da Inglaterra. Os compositores românticos encontraram nos romances medievais uma fonte de inspiração para argumentos de suas óperas. Muitos críticos, à época, consideraram que a obra de Wagner representava "o zênite da música ocidental"; por outro lado, uma banda musical, liderados por Eduard Hanslick classificou-a como "incompreensível".
Segundo sua obra autobiográfica, Mein Leben, Wagner decidiu dramatizar a lenda de Tristan und Isolde após o pedido de seu amigo Karl Ritter:
| “ | Esforcei-me, de fato, em dar proeminência às fases mais ligeiras do romance, porém a sua tragédia onipresente me impressionou tão profundamente que me convenceu de que se deve destacar [tudo], independente dos detalhes. | ” |

## Personagens

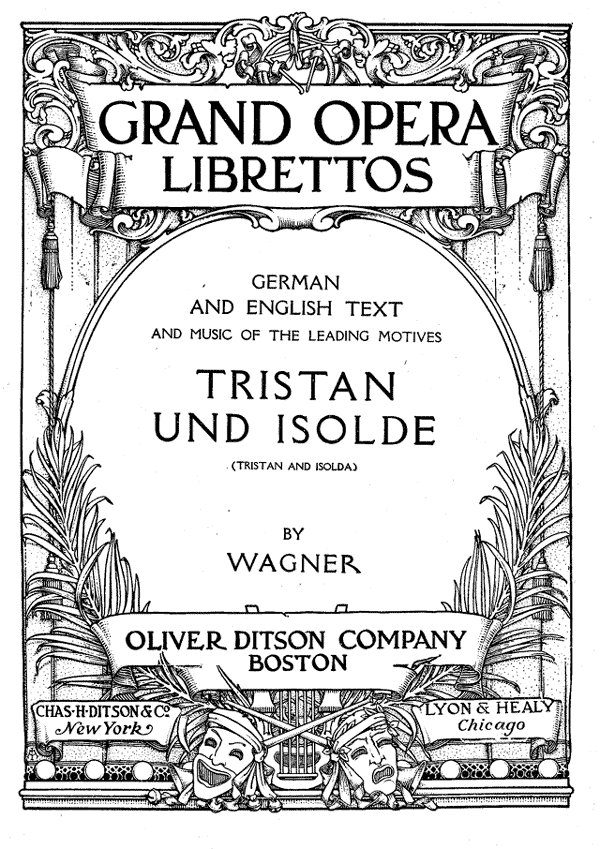
Tristan und Isolde.

| Personagem                             | Voz           | Estréia em 10 de Junho de 1865 (Hans Von Bülow) |
| -------------------------------------- | ------------- | ----------------------------------------------- |
| Tristan                                | tenor         | Ludwig Schnorr von Carolsfeld                   |
| Isolde                                 | soprano       | Malvina Schnorr von Carolsfeld                  |
| Brangäne                               | mezzo-soprano | Anna Possart-Deinet                             |
| Kurwenal                               | barítono      | Anton Mitterwurzer                              |
| Mark                                   | baixo         | Ludwig Zottmayer                                |
| Melot                                  | tenor         | Karl Samuel Heinrich                            |
| pastor                                 | tenor         | Karl Simons                                     |
| um timoneiro                           | barítono      | Peter Hartmann                                  |
| um jovem marinheiro                    | tenor         |                                                 |
| marinheiros, cavalheiros e escudeiros. |               |                                                 |